# Aechmea aculeatosepala
Aechmea aculeatosepala är en gräsväxtart som först beskrevs av Werner Rauh och Barthlott, och fick sitt nu gällande namn av Elton Martinez Carvalho Leme. Aechmea aculeatosepala ingår i släktet Aechmea och familjen Bromeliaceae. Inga underarter finns listade i Catalogue of Life.